# Ocnogyna latreillii
Ocnogyna latreillii là một loài bướm đêm thuộc phân họ Arctiinae, họ Erebidae.